# فریتس لئاندر
فریتس لئاندر (فرانسوی: Fritz Leandré‎؛ زادهٔ ۱۳ مارس ۱۹۴۸) بازیکن فوتبال اهل هائیتی بود.
وی همچنین در تیم ملی فوتبال هائیتی بازی کرده‌است.